# Alfred Leman
Alfred Leman (Nordhausen, 1925. április 9. – Jéna, 2015. február 19.) német botanikus és tudományos-fantasztikus író.

## Élete
Középiskolai tanulmányait 1943-ban fejezte be, ezután a Luftwaffénél szolgált. A második világháború vége után amerikai és brit fogságban volt, ahonnan 1947-ben szabadult. 
1947 és 1948 között Wilhelmstalban a tanárképző főiskolára járt, majd 1954-ig Neustadt/Harzban, Heiligenstadtban és Weimarban mint tanár működött. 1955 és 1959 közt biológiát és kémiát tanult a Jénai Egyetemen. 1960-ban szerezte meg biológusi végzettségét, majd doktorált, s 1968-ra a jénai egyetem botanikai intézete vezető asszisztense lett. 1985-ös nyugdíjazásáig tudományos és műszaki asszisztensként dolgozott a VEB Carl Zeiss Jena kutatóközpontjában. 
Két, botanikával foglalkozó egyetemi tankönyv társszerzője, valamint számos, botanikai szaklapokban megjelent cikk szerzője. Hans Tauberttel közösen 1973-ban kezdett tudományos-fantasztikus elbeszéléseket írni, amelyek először Das Gastgeschenk der Transsolaren címen jelentek meg. Ezt 1980-ban követte egy újabb gyűjtemény, a Der unsichtbare Dispatcher. 1986-ban került az olvasók elé a Schwarze Blumen auf Barnard 3 című regénye, amely egy, a Barnard-csillag harmadik bolygójára leszállt kilenc tagú földi kutatócsoport kalandjairól szól.
1991-es Zilli 2062 című regénye a disztópiaként ábrázolt jövő és az emberi természet konfliktusaival foglalkozik. A mű 2062-ben, a Halley-üstökös visszatérésének évében játszódik, Zilla a főszereplő lány neve.

## Munkái

### Regények
- Schwarze Blumen auf Barnard 3 (1986)
- Zilli 2062 (1991)

### Antológiák
- Das Gastgeschenk der Transsolaren (1973, Hans Tauberttel)
- Der unsichtbare Dispatcher (1980)

### Novellák
- Agonie (1973, Hans Tauberttel)
- Begegnung (1973, Hans Tauberttel)
- Bernod (1973, Hans Tauberttel)
- Bindungen (1973, Hans Tauberttel)
- Blinder Passagier (1973, Hans Tauberttel)
- Chronos (1973, Hans Tauberttel)
- Gastgeschenk (1973, Hans Tauberttel)
- Glas? (1973, Hans Tauberttel)
- Halbzeit (1973, Hans Tauberttel)
- Heimkehr (1973, Hans Tauberttel)
- Liebe (1973, Hans Tauberttel)
- Nach acht (1973, Hans Tauberttel)
- Parallelen (1973, Hans Tauberttel)
- Ringelspiel (1973, Hans Tauberttel)
- Schach (1973, Hans Tauberttel)
- Zwischenfall (1973, Hans Tauberttel)
- Der unsichtbare Dispatcher (1980)
- Die Revision (1980)
- Die Straße (1980)
- Episoden (1980)
- Es sind die Letzten (1980)
- Im ökologischen Epizentrum (1980)
- Konkurrenten (1980)
- Tektonische Spalten (1980)
- Ungeordnete Verhältnisse (1980)
- Urteile (1980)
- Romanze in sf (1984)
- Schnee und Feuer (1985)
- Baba und die zweiundvierzig Stiere (1986)
- Feedback aus der Zukunft (1986)
- Nullpoker (1990)
- Kreisspiele (1999)

### Botanikai munkái
- Über Meioseunregelmäßigkeiten bei Zwittern von Melandrium rubrum. disszertáció, Jéna, 1960
- Pflanzenanatomisches Praktikum : Zur Einführung in die Anatomie der Vegetationsorgane der höheren Pflanzen (Spermatophyta). G. Fischer VEB, Jena 1967, társszerzők: Wolfram Braune és Hans Taubert
- Praktikum zur Morphologie und Entwicklungsgeschichte der Pflanzen : zur Einführung in den Bau, das Fortpflanzungsgeschehen und die Ontogenie der niederen Pflanzen und die Embryologie der Spermatophyta. G. Fischer VEB, Jena 1976, társszerzők: Wolfram Braune és Hans Taubert

## Magyarul megjelent művei
- Potyautas (elbeszélés, Hans Tauberttel közösen, Galaktika 21., 1976; utánközlés: Galaktika 197., 2006)
- Üveg? (elbeszélés, Hans Tauberttel közösen, Galaktika 47., 198)

## Fordítás
- Ez a szócikk részben vagy egészben  az   Alfred Leman című német Wikipédia-szócikk ezen változatának fordításán alapul.  Az eredeti cikk szerkesztőit annak laptörténete sorolja fel. Ez a jelzés csupán a megfogalmazás eredetét és a szerzői jogokat jelzi, nem szolgál a cikkben szereplő információk forrásmegjelöléseként.